# El Cotón
El Cotón (L'Alquería de Cotón en aragonés) es una masía aragonesa (España) del municipio de La Fueva, en la provincia de Huesca y comarca del Sobrarbe. Actualmente se halla despoblado.

## Geografía
El Cotón se halla en las faldas occidentales de la sierra de Campanué, hacia La Fueva, justo por debajo de los 1000 m s. n. m. Dista 3,5 kilómetros de Formigales, por una pista de tierra que es la que comunica las poblaciones de Pallaruelo de Monclús con el valle de La Fueva. Tiene caminos tradicionales con Solanilla (alrededor de 1 km) Lavilla (1 km) y Latorre (2,3 km), formando las cuatro el grupo de masías que se encuentran en la parte fovana de Campanué.
Los núcleos en la parte fovana del Pallaruelo de Monclús tienen una pista forestal que los comunica con Formigales bajando por El Cotón, y con Troncedo por Latorre.